# Wilhelm Rohrschneider
Wilhelm Rohrschneider (* 30. April 1895 in Berlin; † 17. Juni 1966 in München) war ein deutscher Mediziner.

## Werdegang
Nach Studium der Medizin war Rohrschneider von 1928 als Privatdozent an der Universität Berlin tätig. Von 1934 war er zudem nebenbeamtlich außerplanmäßiger Professor an der Universität Greifswald und folgte 1936 einem Ruf an die Universität Königsberg.
1948 übernahm er an der Universität Münster die Leitung der Augenklinik. In gleicher Funktion ging er 1953 an die Augenklinik der Universität München.  